# Stehbunker
Stehbunker was de benaming voor zogenaamde stacellen in naziconcentratiekampen voor en tijdens de Tweede Wereldoorlog.

## Algemeen
Een Stehbunker was een speciaal door de nazi's gebruikte strafmethode in diverse concentratiekampen. Het werd vaak ingezet als extra straf voor gevangenen die de regels hadden overtreden. In de stacel kon de gevangene niets anders doen dan staan en vaak kwam het voor dat de gevangene ook geen of minder eten kreeg toebedeeld. Stehbunkers verschilden in omvang, er waren cellen voor vier personen en anderen boden slechts ruimte voor één persoon.

## Gebruik van de cellen

### Oranienburg
Kampcommandant Werner Schäfer had in het concentratiekamp Oranienburg in de kelder twee stacellen laten bouwen. Deze cellen waren bedoeld voor één persoon.

### Auschwitz

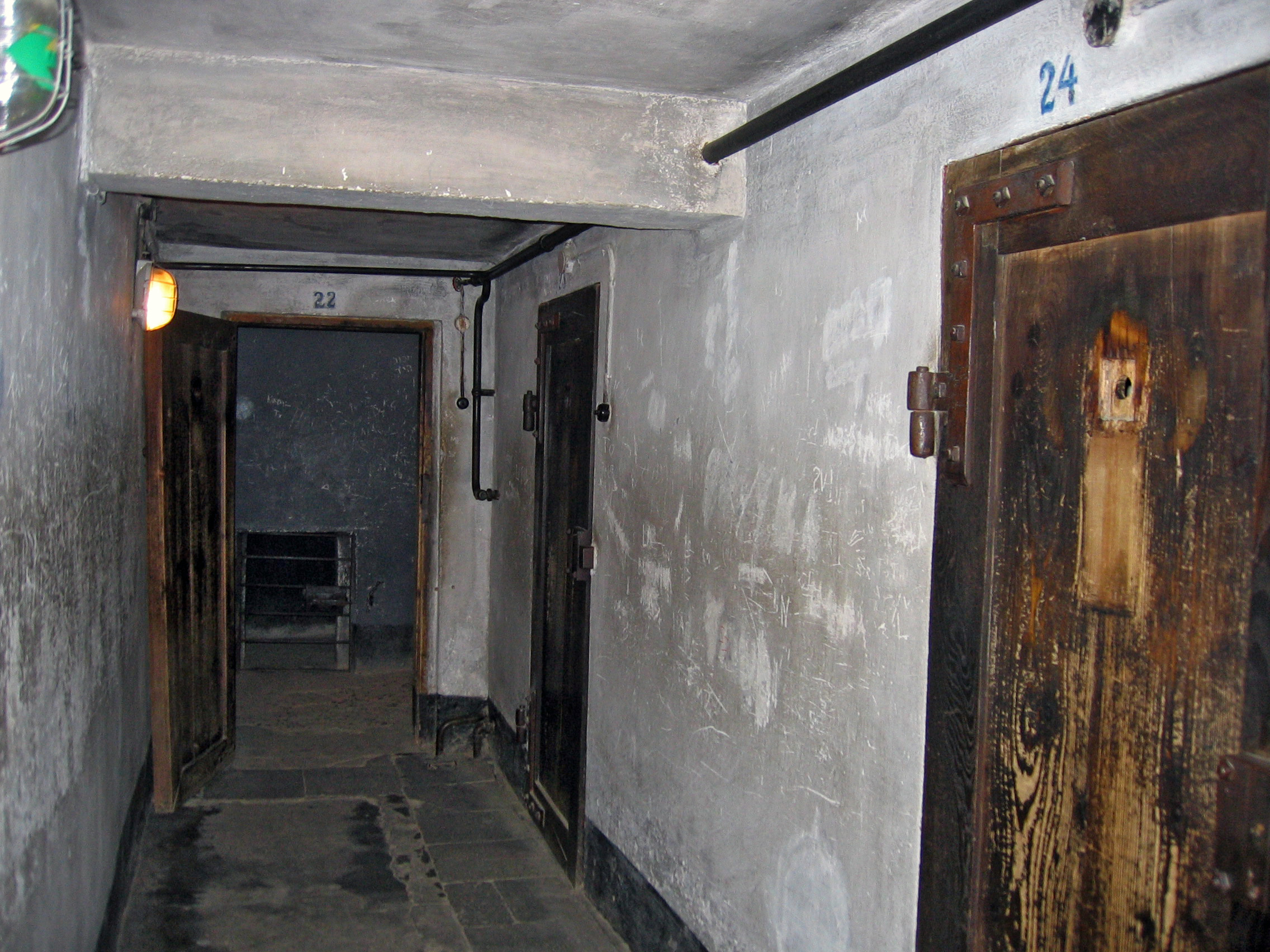
Blok 11 in Auschwitz

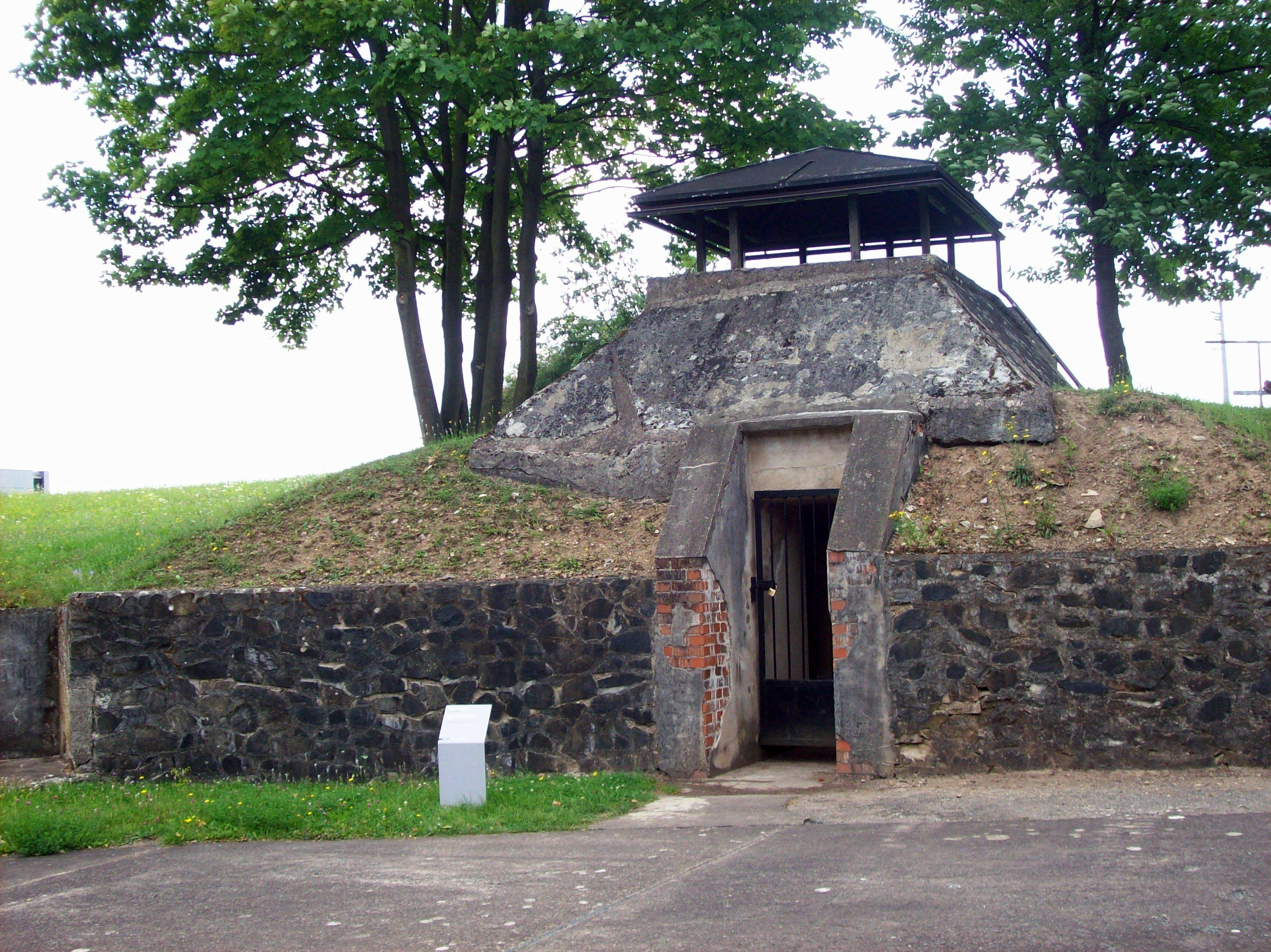
Stehbunker in concentratiekamp Mittelbau-Dora

Ook in het Stammlager van Auschwitz waren Stehbunkers aangelegd. In het door de gevangenen gevreesde Blok 11 – de kampgevangenis – hadden de nazi's de beschikking over vier cellen, met een omvang van 90 x 90 cm. De gevangenen moesten in de cel kruipen door een smalle doorgang op de grond. In de cel was het onmogelijk om te zitten. Soms werden er vier à vijf personen in één cel geplaatst, waarin ze de nacht moesten doorbrengen. De dag erna moesten de gevangenen net als alle andere weer dwangarbeid verrichten. Anderen werden zowel dag en nacht in de cel gevangen gehouden.

### Dachau
In de laatste jaren van de oorlog nam het aantal gevangenen in het concentratiekamp Dachau sterk toe, waardoor het kamp in feite overbevolkt was. In het najaar van 1944 besloten de kampleiders om enkele Stehbunkers aan te leggen. De kleine kamers hadden dezelfde grootte als de schoorstenen. De exacte omvang voor één cel bedroeg 75x80 cm. Bovenaan was een kleine opening voor de luchttoevoer gemaakt. De nazi's waren content met de cellen, want de strafmaatregel zorgde voor iets meer ruimte en had bovendien een 'positief' effect op de gevangenen, die als de dood waren voor de cellen.
Ook in buitenkamp Allach waren Stehbunkers aangelegd, die waren nog kleiner dan de cellen in Dachau.

### Overige kampen
Ook in andere concentratiekampen, zoals in Mittelbau-Dora en Natzweiler-Struthof,  maakten de nazi's gebruik van een Stehbunker.